# استخوان مچی‌کفی

استخوان‌بندی کبوتر. شماره هشت نشان‌دهنده استخوان‌های مچی‌کفی چپ و راست پرنده است.

استخوان مچی‌کفی یا تارسومتاتارس (انگلیسی: Tarsometatarsus) استخوانی است که فقط در قسمت پایینی پای پرندگان و برخی از دایناسورهای بی‌پرواز دیده می‌شود. این استخوان از همجوشی چندین استخوان موجود در انواع دیگر حیوانات تشکیل شده و متناظر است با استخوان‌های مچ پا و کف پا در پستانداران.
با وجود این، در مورد پرندگان معمولاً به این استخوان یا فقط استخوان مچ پا یا استخوان کف پا گفته می‌شود.
همجوشی استخوان‌ها برای تشکیل استخوان مچی‌کفی به چندین طریق و در چند بازه زمانی در طول فرگشت پرندگان اتفاق افتاده‌است. به‌طور خاص، در نومرغان (پرندگان امروزی)، اگرچه این استخوان‌ها در تمام درازای خود در هم ادغام شده‌اند اما همجوشی کامل در انتهای دورینه (دیستال) کف‌پایی دیده می‌شود.

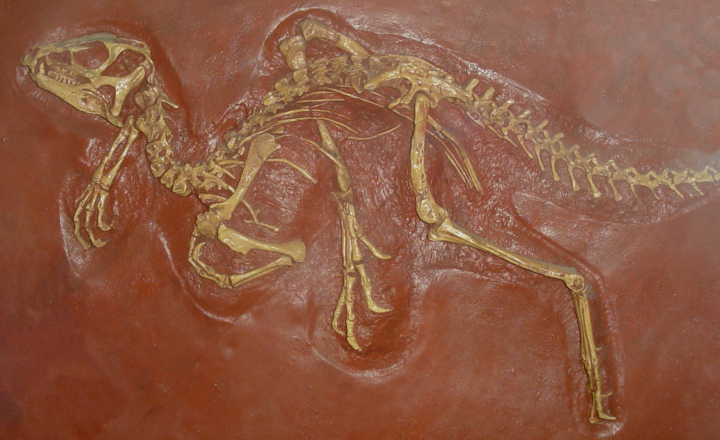
بقایای ناجوردندان توکی. استخوان مچی‌کفی پای چپ در تصویر قابل مشاهده است.

در ناهمسان‌مرغان که گروهی از پرنده‌سانان میانه‌زیستی بودند، همجوشی در انتهای نزدینه (پروگزیمال) مچ‌پایی کامل بود و استخوان‌های کف‌پایی دیستال هنوز تا حدی مشخص بودند.
در حالی که این استخوان‌های درهم‌تنیده بیشتر در پرندگان و خویشاوندان آن‌ها دیده شده، اما پرندگان نه تنها گروه، و نه نخستین جاندارانی هستند که استخوان‌های مچی‌کفی دارند. در یک مورد قابل توجه از فرگشت موازی، این‌گونه استخوان در بدن دایناسورهای ناجوردندان، گروهی از دایناسورهای کوچک پرنده‌کفل کاملاً بی‌ارتباط با پرندگان نیز وجود داشت. قدیمی‌ترین بقایای این گروه بیش از ۲۰۰ میلیون سال پیش و مربوط به تریاس پسین است یعنی تقریباً ۱۰۰ میلیون سال پیش از اولین پرندگان دارای استخوان مچی‌کفی.